# Lekkoatletyka na Letnich Igrzyskach Paraolimpijskich 2012 – 200 metrów T12 mężczyzn
W biegu na 200 metrów kl. T12 mężczyzn podczas Letnich Igrzysk Paraolimpijskich 2012 rywalizowało ze sobą 20 zawodników. W konkursie udział wzięły osoby niedowidzące o średnim stopniu upośledzenia wzroku.

## Wyniki

### Eliminacje
Bieg 1
| Poz. | Zawodnik              | Narodowość | Rezultat | Uwagi |
| ---- | --------------------- | ---------- | -------- | ----- |
| 1    | Thomas Ulbricht       | Niemcy     | 22,56    | Q     |
| 2    | Mahmoud Khaldi        | Tunezja    | 22,63    | q     |
| 3    | Maximiliano Rodriguez | Hiszpania  | 22,87    | q     |
| 4    | Thierb Siqueira       | Brazylia   | 23,60    |       |

Bieg 2
| Poz. | Zawodnik            | Narodowość        | Rezultat | Uwagi |
| ---- | ------------------- | ----------------- | -------- | ----- |
| 1    | Hilton Langenhoven  | Południowa Afryka | 22,44    | Q     |
| 2    | Josiah Jamison      | Stany Zjednoczone | 22,52    | q     |
| 3    | Gabriel Potra       | Portugalia        | 23,64    |       |
|      | Hyacinthe Deleplace | Francja           | DQ       |       |

Bieg 3
| Poz. | Zawodnik                 | Narodowość | Rezultat | Uwagi |
| ---- | ------------------------ | ---------- | -------- | ----- |
| 1    | Mateusz Michalski        | Polska     | 22,13    | Q     |
| 2    | Fiodor Trikolicz         | Rosja      | 22,47    | q     |
| 3    | Ahmed Abdul Amir Kadhim  | Irak       | 23,16    |       |
| 4    | G. Desgarrega Puigdevall | Hiszpania  | 23,19    |       |

Bieg 4
| Poz. | Zawodnik                  | Narodowość | Rezultat | Uwagi |
| ---- | ------------------------- | ---------- | -------- | ----- |
| 1    | Yang Yuqing               | Chiny      | 22,41    | Q     |
| 2    | Jorge B. Gonzalez Sauceda | Meksyk     | 22,96    |       |
| 3    | Matthias Schroeder        | Niemcy     | 23,32    |       |
| 4    | Brandon King              | Kanada     | 24,29    |       |

Bieg 5
| Poz. | Zawodnik            | Narodowość  | Rezultat | Uwagi |
| ---- | ------------------- | ----------- | -------- | ----- |
| 1    | Li Yansong          | Chiny       | 22,40    | Q     |
| 2    | Yuan Yizhi          | Chiny       | 22,48    | q     |
| 3    | Rza Osmanow         | Azerbejdżan | 22,85    | q     |
| 4    | Henry Nzungi Mwendo | Kenia       | 22,88    | q     |

### Półfinały
Bieg 1
| Poz. | Zawodnik           | Narodowość        | Rezultat | Uwagi |
| ---- | ------------------ | ----------------- | -------- | ----- |
| 1    | Hilton Langenhoven | Południowa Afryka | 22,24    | Q     |
| 2    | Yang Yuqing        | Chiny             | 22,30    |       |
| 3    | Mahmoud Khaldi     | Tunezja           | 22,88    |       |
| 4    | Rza Osmanow        | Azerbejdżan       | 23,11    |       |

Bieg 2
| Poz. | Zawodnik            | Narodowość | Rezultat | Uwagi |
| ---- | ------------------- | ---------- | -------- | ----- |
| 1    | Fiodor Trikolicz    | Rosja      | 21,94    | Q     |
| 2    | Mateusz Michalski   | Polska     | 22,09    | q     |
| 3    | Yuan Yizhi          | Chiny      | 22,52    |       |
| 4    | Henry Nzungi Mwendo | Kenia      | 23,24    |       |

Bieg 3
| Poz. | Zawodnik              | Narodowość        | Rezultat | Uwagi |
| ---- | --------------------- | ----------------- | -------- | ----- |
| 1    | Li Yansong            | Chiny             | 22,07    | Q     |
| 2    | Maximiliano Rodriguez | Hiszpania         | 23,18    |       |
| 3    | Thomas Ulbricht       | Niemcy            | 23,49    |       |
|      | Josiah Jamison        | Stany Zjednoczone | DQ       |       |

### Finał
| Poz. | Zawodnik           | Narodowość        | Rezultat | Uwagi |
| ---- | ------------------ | ----------------- | -------- | ----- |
| 1    | Mateusz Michalski  | Polska            | 21,56    |       |
| 2    | Fiodor Trikolicz   | Rosja             | 21,81    |       |
| 3    | Li Yansong         | Chiny             | 22,04    |       |
| 4    | Hilton Langenhoven | Południowa Afryka | 22,29    |       |